# اولگا کلواکینا
اولگا کلواکینا (روسی: Ольга Васильевна Клевакина؛ زادهٔ ۴ آوریل ۱۹۶۲) شناگر اهل شوروی بود.
وی در مسابقات کشوری و بین‌المللی در مجموع برندهٔ ۴ مدال نقره، ۵ مدال برنز شده‌است.